# Klaus Steinbach
Klaus Steinbach (Kleve, 14 december 1953) is een lid van het Duitse Nationaal Olympisch Comité en sportarts. In de jaren zeventig was hij een topzwemmer. In 1972 haalde hij op de Olympische Spelen in München een zilveren medaille en in 1976, eveneens bij de Olympische Spelen (nu in Montreal), een bronzen.
Als sportarts begeleidde hij onder andere de Duitse nationale ploegen in het volleybal en de Duitse Olympische ploeg in Atlanta.